# Lyondell Basell
Lyondell Basell Industries N.V., av företaget skrivet LyondellBasell Industries N.V., är ett nederländskt-registrerat amerikansk-brittiskt multinationellt företag inom den kemiska och petroleumindustrin. Företaget tillverkar kemikalier som acetylgrupper, alken, etandiol, eten, etenoxid, olefinplast, polyeten, propenoxid, styren samt olika varianter av polymer. Lyondell Basell är också världens största producent av polypropen.
Företaget verkar även med att raffinera petroleum så olika petroleumprodukter kan framställas.

## Historik
Företaget grundades den 20 december 2007 när nederländska Basell Polyolefins köpte amerikanska Lyondell Chemical Company för 12,1 miljarder amerikanska dollar. Bara två år senare gick dock Lyondell Basells amerikanska verksamhet i konkurs men företagsrekonstruktionen blev lyckad och skulder på 23 miljarder dollar kunde skrivas av.